# اکوپه
اکوپه (به لاتین: Akoupé) یک منطقهٔ مسکونی در ساحل عاج است که در Agnéby واقع شده‌است.